# Parisaaret (ö i Egentliga Tavastland, Riihimäki, lat 60,69, long 24,05)
Parisaaret är en ö i Finland. Den ligger i sjön Kivijärvi och i kommunen Loppi i den ekonomiska regionen  Riihimäki ekonomiska region  och landskapet Egentliga Tavastland, i den södra delen av landet, 70 km nordväst om huvudstaden Helsingfors. Öns största längd är 30 meter i sydväst-nordöstlig riktning. Notera att namnet antyder att det är fråga om flera öar.